# 中国青年网
中国青年网（英语：China Youth Net；China Youth Network），中文全称中国青少年计算机信息服务网，中文简称中青网，英文简作CYN，是一个由中国共青团中央主办、中共中央宣传部主管、中青创业（集团）有限公司承办的新闻网站，是中国国内最大的青年主流网站。旗下有短视频平台青蜂侠Bee。

## 沿革
1999年5月4日，中国青少年计算机信息服务网作为中国第一个专门以青少年为对象服务的计算机信息服务网络正式开通。《中国青年报》、《中国少年报》、《中国青年》杂志等报刊，都相继在该网上建设了自己的站点，并开通了杂志网络版。其中中青网开通的新闻频道“时事新干线”，设置有10个栏目，每天8小时更新，节假日不间断。
同时，还结合形势和中小学生学习的需求，开通了一些专题栏目，包括网上爱国主义教育基地，如2001年6月28日正式开通的“民族魂”和“血铸中华”网站对中小学生人生观、价值观有着深刻的影响。这两个网站旨在对广大中小学生进行革命传统和爱国主义教育。2002年清明节期间，国内200余家青少年网站发起“网上祭英烈，共铸中华魂”网上共祭活动。2011年11月28日，中国青年网和中国共青团网实现融合。2012年5月，中国青年网获中央精神文明建设指导委员会授予的“2011年度全国未成年人思想道德建设工作先进单位”称号。2013年10月，中国青年网推出的劳动·创造·奋斗一青春励志故事”网络专栏获得中国新闻奖一等奖。